# Serie B 2004 (pallapugno)
La Serie B 2004 è stata la serie cadetta del campionato italiano di pallapugno maschile.

## Squadre partecipanti
Nella stagione 2004 al campionato sono state iscritte 8 squadre.
| Club          | Capitano           | Città                      |
| ------------- | ------------------ | -------------------------- |
| Benese        | Luca Galliano      | Bene Vagienna (CN)         |
| Canalese      | Oscar Giribaldi    | Canale (CN)                |
| Maglianese    | Luca Gallarato     | Magliano Alfieri (CN)      |
| Pro Spigno    | Luca Dogliotti     | Spigno Monferrato (AL)     |
| San Biagio    | Cristian Giribaldi | San Biagio (Mondovì) (CN)  |
| S.P.E.B.      | Alessandro Simondi | San Rocco di Bernezzo (CN) |
| Taggese       | Ivan Orizio        | Taggia (IM)                |
| Virtus Langhe | Daniele Giordano   | Dogliani (CN)              |

## Squadra Campione
Canalese
- Battitore: Oscar Giribaldi
- Spalla: Marco Faccenda
- Terzini: Michele Vincenti, Roberto Destefanis